# Polska na Mistrzostwach Europy w Lekkoatletyce 1969
Polska na Mistrzostwach Europy w Lekkoatletyce 1969 – reprezentacja Polski podczas zawodów liczyła 52 zawodników, którzy zdobyli 7 medali w tym dwa złote.

## Rezultaty

### Mężczyźni
- 100 metrów
  - Zenon Nowosz odpadł w półfinale
  - Tadeusz Cuch odpadł w eliminacjach
- 200 metrów
  - Zenon Nowosz zajął 3. miejsce
- 400 metrów
  - Jan Werner zajął 1. miejsce
  - Stanisław Grędziński zajął 3. miejsce
  - Andrzej Badeński zajął 6. miejsce
- 800 metrów
  - Andrzej Kupczyk zajął 6. miejsce
  - Kazimierz Wardak odpadł w półfinale
  - Stanisław Waśkiewicz odpadł w półfinale
- 1500 metrów
  - Henryk Szordykowski zajął 3. miejsce
  - Jerzy Maluśki zajął 11. miejsce
  - Eryk Żelazny odpadł w eliminacjach
- 10000 metrów
  - Edward Łęgowski zajął 13. miejsce
- maraton
  - Michał Wójcik zajął 7. miejsce
  - Zdzisław Bogusz zajął 12. miejsce
- 110 metrów przez płotki
  - Marek Jóźwik odpadł w półfinale
- 400 metrów przez płotki
  - Wilhelm Weistand zajął 6. miejsce
  - Tadeusz Kulczycki zajął 7. miejsce
  - Zdzisław Serafin odpadł w eliminacjach
- 3000 metrów z przeszkodami
  - Kazimierz Maranda zajął 7. miejsce
  - Wolfgang Luers zajął 10. miejsce
  - Stanisław Śmitkowski odpadł w eliminacjach
- sztafeta 4 × 100 metrów
  - Stanisław Wagner, Edward Romanowski, Zenon Nowosz i Tadeusz Cuch zajęli 4. miejsce
- sztafeta 4 × 400 metrów
  - Jan Balachowski, Stanisław Grędziński, Andrzej Badeński i Jan Werner zajęli 4. miejsce
- chód na 20 kilometrów
  - Edmund Paziewski zajął 17. miejsce
- chód na 50 kilometrów
  - Edmund Paziewski zajął 11. miejsce
- skok w dal
  - Stanisław Cabaj odpadł w kwalifikacjach
  - Zdzisław Kokot odpadł w kwalifikacjach
  - Waldemar Stępień odpadł w kwalifikacjach
- trójskok
  - Andrzej Lasocki odpadł w kwalifikacjach
- rzut dyskiem
  - Edmund Piątkowski zajął 12. miejsce
  - Zbigniew Gryżboń odpadł w kwalifikacjach
- rzut młotem
  - Stanisław Lubiejewski odpadł w kwalifikacjach
- rzut oszczepem
  - Janusz Sidło zajął 3. miejsce
  - Wiesław Sierański zajął 5. miejsce
  - Władysław Nikiciuk zajął 8. miejsce
- dziesięciobój
  - Tadeusz Janczenko zajął 14. miejsce

### Kobiety
- 100 metrów
  - Danuta Jędrejek odpadła w półfinale
  - Mirosława Sarna odpadła w półfinale
- 400 metrów
  - Krystyna Hryniewicka odpadła w półfinale
  - Elżbieta Skowrońska odpadła w półfinale
- 800 metrów
  - Zofia Kołakowska odpadła w eliminacjach
- 1500 metrów
  - Zofia Kołakowska odpadła w eliminacjach
- 100 metrów przez płotki
  - Teresa Nowak zajęła 3. miejsce
  - Teresa Sukniewicz zajęła 5. miejsce
- sztafeta 4 × 100 metrów
  - Krystyna Mandecka, Urszula Jóźwik, Danuta Jędrejek i Mirosława Sarna zajęły 5. miejsce
- sztafeta 4 × 400 metrów
  - Krystyna Hryniewicka, Danuta Piecyk, Anna Bełtowska i Elżbieta Skowrońska odpadły w eliminacjach
- skok wzwyż
  - Danuta Berezowska odpadła w kwalifikacjach
  - Danuta Konowska odpadła w kwalifikacjach
- skok w dal
  - Mirosława Sarna zajęła 1. miejsce
- rzut oszczepem
  - Daniela Jaworska zajęła 6. miejsce
  - Cecylia Bajer zajęła 8. miejsce